# 黑尾副尼麗魚
黑尾副尼麗魚又名紫藍火口，為輻鰭魚綱鱸形目隆頭魚亞目慈鯛科的其中一種，分布於瓜地馬拉De la Pasion與Peten湖流域，體長可達19公分，棲息在沙底質的湖泊，以植物碎屑及甲殼類為食，生活習性不明。

## 擴展閱讀
維基物種上的相關：黑尾副尼麗魚